# Войводство Сърбия и Тамишки Банат
Сърбия и Тамишки Банат е историческо войводство (херцогство) в състава на Австрийската империя в периода 1849 – 1860. То представлява отделна „земя на короната“ и е формирано като привилегировано войводство на сърбите от Хабсбургските императори през 1691, признаващи правото на сърбите на териториална автономия в рамките на Хабсбургската монархия. Земите на историческото войводство днес са разделени между Сърбия, Румъния и Унгария. Войводството дава името на днешната сръбска автономна област Войводина.
Австрийският император Франц Йозеф I в титлата си се е наричал и „Велик войвода на Войводство Сърбия“ (на немски: Grosswojwod der Wojwodschaft Serbien). Дори и след като Войводство Сърбия и Тамишки Банат престава да съществува през 1860 година, император Франц Йозеф продължава да използва тази титла, която е носена и от наследника му Карл I до 1918 година, когато се разпада Австро-Унгарската империя.

## История
На 18 ноември 1849 година австрийския император издава указ за създаването на Войводство Сърбия и Тамишки Банат, което включва части от Срем, Бачка и Банат, в които сърбите представляват мнозинство от населението.
Официални езици във войводството са немски и илирийски (славяносръбски). По-голямата част от гражданските и военни служби са заемани от немци, а постовете в администрацията са заемани предимно от сърби.
Административно Войводство Сърбия и Тамишки Банат е разделено на два окръга.
С титлата велик войвода се е наричал самия император, а войводство е подчинено директно на Виена. Като свой представител великият войвода (императора) е изпращал „подвойвода“. Войводство е служило като цел и пример за ония народи в Хабсбургската монархия, които не са имали своя отделна територия, като словаците например.
През 1860 Войводство Сърбия и Тамишки Банат престава да съществува и по-голямата част от територията му (Банат и Бачка) е включена в състава на Кралство Унгария, въпреки че унгарците получават директен контрол над тези земи едва през 1867, когато Унгария получава автономен статут в новосформираната Австро-Унгария. За разлика от Банат и Бачка, през 1860 г. сремската част от бившето войводство е включена в състава на Кралство Славония – още една от „земите на короната“ в Австрийската империя. На свой ред Славония е включена в състава на Кралство Унгария през 1868 г.

## Войводи

### Велики войводи
- Франц Йосиф I – император на Австрия и велик войвода (Grosswojwod) на Войводство Сърбия и Тамишки Банат (1849 – 1916)
- Карл I – император на Австрия и велик войвода на Войводство Сърбия и Тамишки Банат (1849 – 1916)

### Подвойводи
- Фердинанд Майерхофер (1849 – 1851)
- Йохан Коронини-Кронберг (1851 – 1859)
- Йосип Шокчевич (1859 – 1860)
- Карл Виго де Сенкатен (1860)